# Charles de La Porte

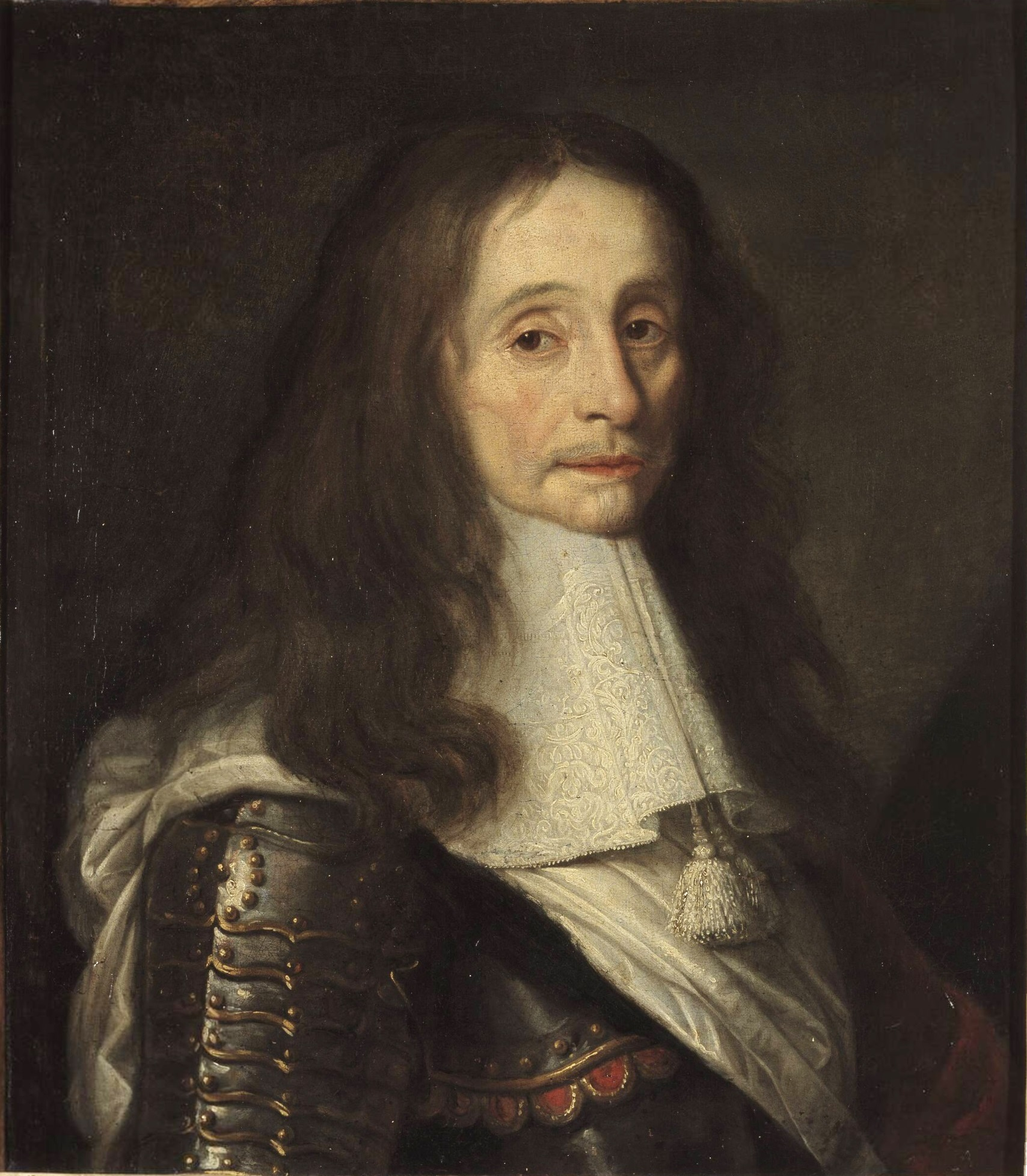
Charles de la Porte, duc de la Meilleraye, Anonym, 17. Jahrhundert, Schloss Versailles

Charles (II.) de La Porte (* 1602 in Paris; † 8. Februar 1664 ebenda) war ein französischer Aristokrat und Militär. Er wurde 1639 Marschall von Frankreich und 1663, kurz vor seinem Tod, Duc de La Meilleraye und Pair de France. Er verdankte seinen Aufstieg u. a. der Tatsache, dass er ein Vetter des Kardinals Richelieu war.

## Leben
Charles de La Porte stammte aus dem Poitou. Er war der Sohn von Charles (I.) de La Porte und Claude de Champlais, wurde früh Waise und kam – wie sein Vetter Armand–Jean de Plessis, der spätere Kardinal Richelieu – unter Vormundschaft seines Onkels Amador de La Porte, der seine Erziehung sicherstellte.
Charles de La Porte wurde 1632 zum Lieutenant général der Bretagne ernannt, war 1634 Großmeister der Artillerie von Frankreich, 1635 Lieutenant général des armées du roi und wurde am 29. Juni 1639 zum Marschall von Frankreich erhoben.
Zu seinen militärischen Erfolgen zählten die Besetzung von Hesdin 1639 (hier wurde er zum Marschall ernannt), die Belagerung und Unterwerfung von Bapaume 1641, sowie die daran anschließende Unterwerfung von Perpignan und Salses-le-Château nach zehnmonatiger Belagerung (4. November 1641 bis 9. September 1642).
Er war Seigneur du Boisliet, de La Lunardière, de La Jobelinière, de Villeneuve; et de la Meilleraye,.
Er wurde Seigneur de Parthenay (1641 gekauft) et de Saint-Maixent, de Sillé-le-Guillaume, de Secondigny, zudem war er Gouverneur von Nantes (Stadt und Burg) und Port-Louis (als Gouverneur von Port-Louis wurde er beauftragt, die Festung uneinnehmbar zu machen, als Gouverneur von Nantes war er dafür verantwortlich, dass Jean-François Paul de Gondi, dem Kardinal de Retz, 1654 die Flucht gelang). 1648 wurde er zum Surintendant des Finances ernannt.
Charles de La Porte wurde zum Marquis und 1663 zum Duc de La Meilleraye und Pair de France ernannt; das neue Herzogtum wurde aus Parthenay, Beaulieu und dem Bezirk La Gâtine (mit dem Hauptort Secondigny) gebildet.

## Familie
1630 heiratete er Marie Coiffié de Ruzé, Tochter von Antoine Coëffier de Ruzé, Marquis d’Effiat (dem Freund Richelieus, der im Jahr darauf Marschall von Frankreich wurde) und Schwester von Cinq-Mars (der 1642 hingerichtet wurde). Aus seiner Ehe hatte er einen Sohn, Armand-Charles de La Porte (1632–1713), der 14-jährig bereits als Nachfolger seines Vaters Großmeister der Artillerie von Frankreich wurde und 1661 Hortense Mancini, die Nichte des Kardinals Mazarin, heiratete.
Am 22. April 1633 starb seine Ehefrau, vier Jahre später (1637) heiratete er Marie de Cossé, * 1621, † 14. Mai 1710, Tochter von François de Cossé, Duc de Brissac. Diese Ehe blieb ohne Nachkommen.
Aus einer Beziehung mit Catherine Fleury hatte er einen Sohn, Charles de Montgogué, den er 1653 legitimierte.